# خانواده دکتر ماهان
خانواده دکتر ماهان مجموعه تلویزیونی ایرانی به کارگردانی مشترک راما قویدل و علی محمد قاسمی و نویسندگی نسیم خُراشادیزاده است که در خرداد ماه ۹۸ از شبکه دو سیما پخش شد.

## داستان
خانواده دکتر ماهان داستانی است در ستایش زندگی و خوشبختی خانوادگی؛ داستانی که مخاطبش را به ساده زیستی داوطلبانه دعوت می‌کند؛ این مجموعه روایتگر نگاهی تازه و الهام بخش در جهت تشویق جسارت تغییر و شکستن عادت‌هایی است که انسان امروز را تنهاتر از همیشه، خسته و ملول کرده‌است.
از منظر دکتر ماهان که یک دامپزشک است، زندگی یک راه نرفته و ناشناخته است از همین رو امیر عطش و التهابی دارد تا همسر و فرزندان نوجوانش را با خود در ماجراجویی شنیدن نوای اسرارآمیز طبیعت و پاسداری از زیست‌بوم همراه کند.

## بازیگران
- امین زندگانی (امیر ماهان - نقش اصلی، دامپزشک، استاد دانشگاه، همسر نیلوفر، پدر پوریا و پونه و شوهر خواهر علی)
- لاله اسکندری (نیلوفر قاسمی - همسر امیر، معلم فیزیک و مادر پوریا و پونه)
- سحرخزائيلي
- شهروز ابراهیمی (فؤاد نوری - دامپزشک، همکار امیر، پدر شایان و همسر مهتاب)
- شیوا ابراهیمی (مهتاب - همسر فؤاد، مادر شایان و دوست نیلوفر)
- ارسطو خوش رزم (کاظم - دانشجوی امیر)
- بهرام شاه محمدلو (جمشید نوروزنیا - دامپزشک و مدیر دانشگاه)
- رؤیا افشار (پریچهر - همسر جمشید و روانشناس)
- عرفان برزین (پوریا - پسر امیر و نیلوفر و برادر پونه)
- کیمیا حسینی (پونه - دختر امیر و نیلوفر و خواهر پوریا)
- ژیار محمدزاده (شایان - پسر فؤاد و مهتاب و دوست پوریا)
- مریم سرمدی  (مدیر مدرسه)
- سعید امیرسلیمانی (هاتف معماریان - صاحب اشک اسب مسابقه)
- خیام وقار کاشانی (علی - برادر نیلوفر و دایی پوریا و پونه و جنگلبان)
- صفا آقاجانی (مینا عقیلی - صاحب طوطی و محیط بان)
- پیمان مقدمی (پیمان گودرزی - شکارچی)
- حسین پرستار (ناصر - پدر آهو، برادر منصور و عموی سعید)
- مهدیه نساج (آهو ثابتی - دختر ناصر، دخترعمو و معشوقه سعید و حمیدرضا)
- آوادارویت (لیلا بابایی - محیط بان زن، دختر همکار علی و معشوقه کاظم)
- پیام احمدی نیا (سعید ثابتی - پسر منصور و پسرعموی آهو)
- فراز محمدتبار (حامد - پسر شعبان)
- فهیمه آمن زاده (الهام یزدانی - همکار امیر، مدیر پژوهشکده و معشوقه علی)
- امیر حامد (شعبان - پدر حامد)
- اسماعیل موحدی (کریم - شوهر معصومه)
- سامرند معروفی (محمود - جنگلبان)
- امیر سفیری (حمیدرضا - پسر حیدرعلی)
- لبخند بدیعی ( معصومه-همسر کریم-معلم مدرسه روستا)
- داوود فتحعلی بیگی (حیدرعلی - رئیس شورا)
- فاطمه مرتاضی (مسافر قطار)
- فریده دریامج (عزیزخانم - مادرشوهر الهام)
- حدیث نیک رو (زینب - همسر شعبان و مادر حامد و حمید)
- خاطره حاتمی (افسانه - مهمان خاله بتول یا بتول خانم و نامزد پیمان)
- مجتبی رجبی معمار